# Тетрапалладийтритербий
Тетрапалла̀дийтрите́рбий — бинарное неорганическое соединение, интерметаллид
палладия и тербия
с формулой Tb3Pd4,
кристаллы.

## Получение
- Сплавление стехиометрических количеств чистых веществ:

{\displaystyle {\mathsf {4Pd+3Tb\ {\xrightarrow {1370^{o}C}}\ Tb_{3}Pd_{4}}}}

## Физические свойства
Тетрапалладийтритербий образует кристаллы тригональной сингонии, пространственная группа R 3, параметры ячейки a = 1,3178 нм, c = 0,5708 нм, Z = 6,
структура типа тетрапалладийтриплутония Pu3Pd4.
Соединение конгруэнтно плавится при температуре 1370 °C.